# Брук, Барри (музыковед)
Барри Шелли Брук (англ. Barry Shelley Brook; 11 ноября 1918, Нью-Йорк, Нью-Йорк, США — 7 декабря 1997, там же) — американский музыковед, педагог, лексикограф и музыкальный библиограф.

## Биография
Учился в Манхэттенской музыкальной школе. В 1939 году окончил Городской колледж, а в 1942 году — Колумбийский университет (оба в Нью-Йорке), затем совершенствовался в Парижском университете (1959). Среди его педагогов были: Пол Генри Ланг, Эрих Херцман, Хью Росс, Роджер Сешнс. В 1945 году становится профессором Куинс-колледжа в Нью-Йорке, а в 1967 году — Городского университета Нью-Йорка. С 1967 года — редактор библиографического издания «Международный каталог музыкальной литературы». Автор книг по истории музыки, а также статей, опубликованных в «The Musical Quarterly» и «Fontes artis musicae» и  других музыкальных журналах. Специализировался в области светской музыки эпохи Возрождения, музыкальной иконографии, социологии музыки, музыкальной эстетики, музыкальной этнографии и др. В 1981—1985 годах президент Международного музыкального совета. В 1971 и 1981 годах посещал СССР.

## Сочинения
- La symphonie francaise dans la seconde moitié du XVIII siecle, v. 1-3. — P., 1962.
- A programmatic history, 1935-1965, of the greater New York chapter of the American musicological society. — N. Y., 1965.
- The Breitkopf thematic catalogue…, 1762-1787. — N. Y., 1966.
- Musicology and the computer: musicology 1966-2000 - a practical program. — N.Y., 1970.
- Perspectives in musicology. — N. Y., 1972. (with B. Dowens and S. van Solkema)
- Thematic catalogues in music: an annotated bibliography…. — N. Y., 1972.